# Вельке Ловце
Вельке Ловце (словац. Veľké Lovce) — село, громада округу Нове Замки, Нітранський край. Кадастрова площа громади — 25.85 км². 
Населення 1838 осіб (станом на 31 грудня 2019 року).

## Географія
Протікають Брановський потік і Ловчанський потік.

## Історія
Вельке Ловце згадується 1247 року.

## Населення
| Рік:            | 1994. | 2004.   | 2014.   | 2024.   |
| --------------- | ----- | ------- | ------- | ------- |
| Кількість осіб: | 2113  | 2079    | 1918    | 1746    |
| Різниця:        |       | -1,60 % | -7,74 % | -8,96 % |

| Рік:            | 2023. | 2024.   |
| --------------- | ----- | ------- |
| Кількість осіб: | 1737  | 1746    |
| Різниця:        |       | +0,51 % |